# Lima (ur. 1985)
Lima, właśc. Willian Lanes de Lima (ur. 10 lutego 1985 w Ribeirão Preto) – brazylijski piłkarz grający na pozycji obrońcy.

## Kariera piłkarska
Profesjonalną piłkarską karierę rozpoczynał w Atlético Mineiro. W jego barwach zadebiutował 10 lipca 2005 roku w przegranym 1:2 spotkaniu z Cruzeiro EC, a w sezonie 2005 rozegrał łącznie 25 ligowych spotkań. W 2007 roku Lima trafił do Realu Betis. W Primera División po raz pierwszy wystąpił 31 października 2009 w pojedynku z CA Osasuna, zakończonym porażką 0:3. Nie zdołał wywalczyć miejsca w podstawowym składzie i pełnił funkcję rezerwowego.
W sezonie 2008/2009 Lima rozegrał jedno spotkanie w Primera División. Wystąpił w drugiej połowie meczu z Barceloną, który zakończył się remisem 2:2. Latem 2009 roku piłkarz stał się wolnym zawodnikiem. Od sezonu 2010 ponownie reprezentował barwy Atlético Mineiro. W kolejnych latach grał też w zespołach Portuguesa, Botafogo FC (Ribeirão Preto), Fortaleza EC, Ituano FC oraz Villa Nova AC. W 2021 roku zakończył karierę.

## Statystyki ligowe
| Rozgrywki        | Poziom | Kraj      | Mecze | Bramki |
| ---------------- | ------ | --------- | ----- | ------ |
| Série A          | I      | Brazylia  | 90    | 2      |
| Série B          | II     | Brazylia  | 39    | 2      |
| Série C          | III    | Brazylia  | 31    | 4      |
| Primera División | I      | Hiszpania | 10    | 0      |